# Bortolo Simonato
Bortolo Simonato (Padova, 18 gennaio 1903 – fine anni 1980) è stato un allenatore di calcio italiano.

## Carriera
Ha allenato in Serie B durante la stagione 1933-1934. Fu anche segretario del Comitato federale di Padova.